# Lycosa insularis
Lycosa insularis là một loài nhện trong họ Lycosidae.
Loài này thuộc chi Lycosa. Lycosa insularis được Hippolyte Lucas miêu tả năm 1857.